# 2D računarska grafika
2D računarska grafika (ili 2D grafika, dvodimenzionalna računarska grafika, dvodimenzionalna grafika) je prikaz neke slike na računaru predstavljen u dvije dimenzije (kao što je tekst ili digitalna slika).
2D grafika na računarima se koristi u topografiji, kartografiji, tehničkom crtanju, reklamiranju i tako dalje. Počela se koristiti pedesetih godina 20. vijeka, u računarima koji su bili bazirani na vektorskim grafičkim uređajima.

## 2D tehnike
2D grafika može povezivati geometrijske modele (vektorska grafika), digitalne slike (rasterska grafika), tekst (koji je definisan sadržajem, fontom, veličinom, bojom, pozicijom i orijentacijom), matematičke funkcije i formmule i tako dalje. Ove komponente se mogu mijenjati preko dvodimenzionalnih geometrijskih promjena kao što su pretvaranje, okretanje i razmjeranje.

### Neposredno slikanje
Dobar način da napravite složenu sliku jeste da počnete sa crnom rasterskom kartom popunjenom nekom jednoobraznom pozadinskom bojom i onda slikate, crtate ili lijepite jednostavne mrlje raznih boja u nekom određenom redu.
Neki programi mogu samostalno postaviti boje pa, ali se većina oslanja na 2D grafičku biblioteku i/ili grafičku karticu, koje uključuju sljedeće operacije:
- nalijepiti datu sliku na određeni dio površine;
- napisati red oznaka sa određenim fontom i datom pozicijom i uglom;
- naslikati jednostavan geometrijski oblik kao što je trougao definisan sa tri ćoška;
- iscrtati liniju ili jednostavnu krivu sa virtuelnom olovkom.

### Dodatni modeli boja
Tekst, oblici i linije se prikazuju bojama koje je odredio klijent. Boje piksela se takođe mogu uzeti sa teksture. Slikanje piksela nekom bojom obično zamjenjuje prošlu boju, dok imamo i slikanje prozirnim i napola prozirnim bojama. Takođe imamo neke neobične metode kao što je preokretanje (invert) boja, koje se koristi za naglašavanje nečega u grafičkim interfejsima kao i za ostale izbrisive ili izmjenljive elemente.

### Slojevi
2D grafika ne omogućuje korištenje 3D tehnika kao što su osvjetljenje, sjene, odsjaj i tako dalje. Slojeviti (layer) modeli se ponekad zovu i 2 1/2-D grafika. Slojevi ukratko omogućavaju bolje upravljanje elementima neke slike. Tako je moguće promijeniti jedan dio slike (odnosno sloj), a da to ne utiče na drugi dio. Na primjer, ako želite zamrljati jedan dio slike a ne želite oštetiti drugi dio slike, tada se prvi dio odvoji u jedan sloj a drugi dio u drugi sloj tako da više nisu jedna cjelina. Poslije mijenjanja oni se mogu sklopiti opet u jednu cjelinu.

## 2D grafički hardver
Skoro sve današnje grafičke kartice koriste rastersku tehniku koja dijeli ekran u pravougaonu mrežu pa. Rzlog tome je najviše jeftinoća rasterski-baziranog hardver, nasuprot vektorskom grafičkom hardveru koji je i te kako skuplji, ali i komplikovaniji.
Današnje grafičke kartice podržavaju 3D grafiku, ali 1970-ih i ranih 1980-ih tržištem su vladali 2D grafički čipovi koji su se koristili u 8-bit igraćim konzolama, neki primjeri su Atarijev ANTIC, TIA, CTIA i GTIA, te Commodore/MOS-ov VIC i VIC-II.

## 2D grafički softver
Skoro svi grafički interfejsi uključujući one u Mac OS, Windows ili iz X Window System su utemeljeni na 2D grafičkom konceptu. Takav softver daje vizuelno okruženje za upravljanje računarom te obično uključuje neku vrstu "window" upravitelja za pomoganje korisnicima.
2D grafika je bitna za upravljanje periferijama kao što su printer ili ploter. Takođe, ranije su sve računarske igre bile u 2D tehnici, te i sada postoje neke kao što su šah, solitaire i tako dalje.
2D grafički programi za crtanje slika, dijagrama ili ilustracija se služe dvodimenzionalnim grafičkim jednostavnim oblicima. Takvi programi omogućuju pamćenje nekih postavki kao što su slojevi, njihov raspored i tako dalje. MacDraw koji je bio predstavljen 1984. uz Macintosh računare je bio primjer takvog programa sličnog današnjim kao što je Adobe illustrator ili CorelDraw ili besplatni xfig. Takođe, postoje programi specijalizovani za određene crteže kao što su električki, elektronički i VLSI dijagrami, topografske karte, računarski fontovi i tako dalje.
Osim toga, postoje rasterski programi koji su više specijalizovani za manipulaciju nad digitalnim slikama, prvi primjer je bio MacPaint koji je dolazio uz MacDraw, današnji primjeri su Photoshop, PaintShop Pro ili open source program GIMP. Imamo i specijalizovane programe za medicinu, digitalnu fotografiju i tako dalje.